# Coxosternum

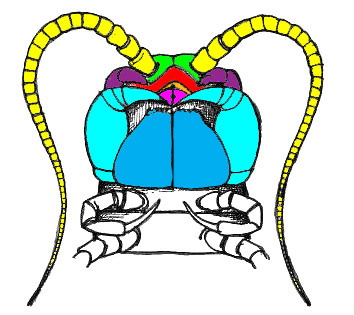
Spód głowy drewniaka widełkowca. Coxosterna szczękonóży zaznaczone na niebiesko

Coxosternum (l. mn. coxosterna) – część ciała stawonogów złożona ze zlanych ze sobą: sternum i członów nasadowych odnóży – bioder (coxae). Tworzy jeden skleryt lub może być podzielona na coxosternites, zwane też koksytami.

## Pareczniki
U pareczników coxosterna występują na brzusznej stronie głowy i pierwszym segmencie tułowia. Po dwa coxosternity złożone ze zlanych ze sobą bioder i części sternum budują kolejno podstawy: pierwszej pary szczęk (maxillae I), drugiej pary szczęk (maxillae II) oraz szczękonóży (maxillipedes). Na coxosternum pierwszej pary szczęk znajduje się para stożkowatych, stawowych telopoditów, a pomiędzy nimi para mniejszych, stożkowatych wyrostków biodrowych (coxal projections). Na coxosternum drugiej pary szczęk osadzone są dwa głaszczki i mogą otwierać się gruczoły drugiej pary szczęk porami zwanymi metameric pores. Coxosternum pierwszego segmentu tułowia stanowi podstawę szczękonóży, a jego przednia krawędź często posiada ząbki lub kolce

## Owady
Coxosterna występują u rybików. Powstają ze zlanych ze sobą: płytki brzusznej (sternum) i koksytu.